# Мануел Аканджи
Мануел Обафеми Аканджи (на португалски: Manuel Obafemi Akanji); роден на 19 юли 1995 г. в Нефтенбах) е швейцарски футболист, играещ на поста защитник. Играе за Манчестър Сити и националния отбор по футбол на Швейцария.

## Биография
Син на бивша швейцарска тенисистка и нигерийски финансист.

## Успехи

### Базел
- Шампион на Швейцария (2): 2015/16, 2016/17
- Купа на Швейцария (1): 2016/17

### Борусия (Дортмунд)
- Купа на Германия (1): 2020/21
- Суперкупа на Германия (1): 2019